# Hansa-Lloyd Treff-Aß
Der Hansa Typ H Treff-Aß war ein Oberklassefahrzeug der Hansa-Lloyd-Werke in Bremen-Hastedt und Varel.

## Geschichte
1920 stellte Hansa-Lloyd den Typ H 18/60 PS Treff-Aß vor. Neben Lastwagen mit Benzin- oder Elektroantrieb stellte das Werk nur wenige dieser schweren Personenwagen her.
1923 erhielt diese Ausführung, dessen Radstand und Länge vergrößert worden war, einen stärkeren Motor. So wurde sie bis 1925 in geringer Stückzahl gebaut, bis sie durch die Achtzylindermodelle Trumpf-Aß ersetzt wurde.
Die Karosserien kamen von Karosserie Seegers aus Leipzig, von Karosserie Rembrandt aus Bremen oder von Gläser-Karosserie aus Dresden.

## Motor, Getriebe und Fahrwerk

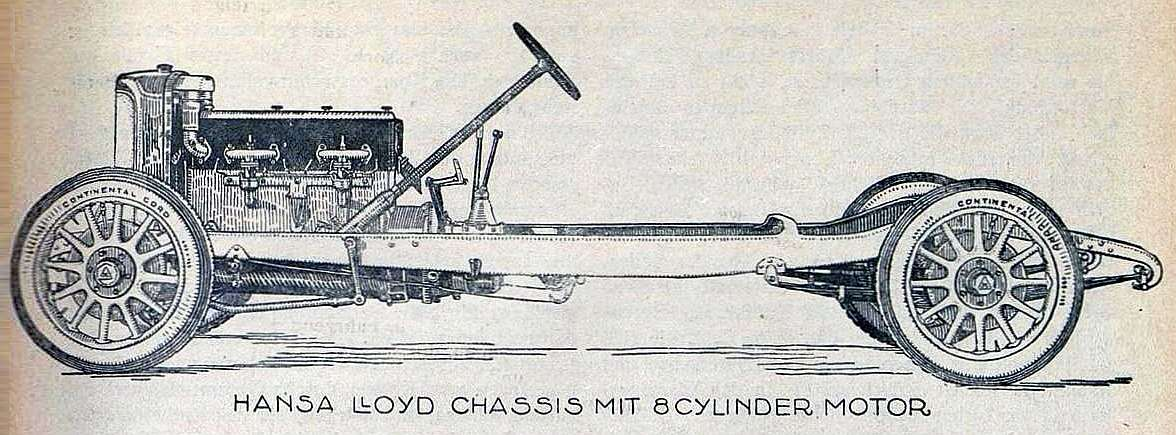
Hansa-Lloyd Chassis 8-Zylinder (1924)

Der Wagen hatte zunächst einen Vierzylinder-Reihenmotor eigener Konstruktion mit einer Leistung von 54 PS (36 kW)  bei 2200/min. Mit einer Bohrung von 100 mm und einem Hub von 130 mm hatte er einen Hubraum von 4,1 l. Die seitlich stehenden Ventile wurden von einer unten liegenden Nockenwelle betätigt (SV-Ventilsteuerung), die über Stirnräder angetrieben wurde.
Der Motor des größeren Nachfolgers von 1923 hatte einen Hubraum von 4,5 l (Bohrung × Hub = 105 mm × 130 mm) und leistete 65 PS (48 kW) bei 2400/min. Auch dieser Motor hatte seitlich stehende Ventile.
Die Höchstgeschwindigkeit des bis 1922 hergestellten Treff-Aß lag bei 92 km/h, der Nachfolger erreichte 100 km/h.
Alle Modelle hatten unsynchronisierte Vierganggetriebe mit Mittelschaltung (Schalthebel in Wagenmitte). Angetrieben wurden die Hinterräder.
Beide Achsen der H-Typen waren Starrachsen an halbelliptischen Längsblattfedern, die Federn der Hinterachse waren von unten mit der Achsbrücke verschraubt (Underslung). Die Betriebsbremse wirkte mechanisch auf die Kardanwelle, die Handbremse auf die Hinterräder. Die Gelenke und Lager hatten Schmiernippel zur Versorgung mit Fett.

## Karosserien
Beide H-Typen waren als viersitzige Sportphaetons, siebensitzige Tourenwagen oder viertürige Limousinen  erhältlich; die Türen waren vorne angeschlagen. Alle Karosserien hatten einen senkrecht stehenden Kühlergrill zwischen den einzeln stehenden Scheinwerfern und eine senkrecht stehende Windschutzscheibe.